# María Sánchez (atleta)
María José Sánchez Moreno (3 de julio de 2005) es una atleta mexicana especializada en saltos. Participó en el Campeonato Mundial de Natación de 2019, ganando una medalla de bronce.

## Premios y palmarés
| Juegos Panamericanos Junior | Juegos Panamericanos Junior | Juegos Panamericanos Junior | Juegos Panamericanos Junior |
| Año                         | Lugar                       | Medalla                     | Categoría                   |
| --------------------------- | --------------------------- | --------------------------- | --------------------------- |
| 2021                        | Cali (Colombia)             | Medalla de plata            | Equipo                      |